# Piotr Kuczera
Piotr Kuczera (* 25. Februar 1995 in Rybnik) ist ein polnischer Judoka. Er wurde Europameisterschaftsdritter 2016 und Europameisterschaftszweiter 2022.

## Karriere
Piotr Kuczera kämpfte bis 2021 im Mittelgewicht, der Gewichtsklasse bis 90 Kilogramm. In dieser Gewichtsklasse war er von 2014 bis 2019 fünfmal polnischer Meister, 2018 war er Zweiter.
Nachdem Kuczera 2014 sowohl bei den Junioreneuropameisterschaften als auch bei den Juniorenweltmeisterschaften den fünften Platz belegt hatte, erkämpfte er 2015 bei beiden Titelkämpfen eine Bronzemedaille. 2016 bei den Europameisterschaften in Kasan unterlag Kuczera im Halbfinale dem Georgier Warlam Liparteliani und gewann anschließend den Kampf um Bronze gegen den Serben  Aleksandar Kukolj. 2017 wurde Kuczera Dritter bei den U23-Europameisterschaften. 2019 schied er bei den im Rahmen der Europaspiele in Minsk ausgetragenen Europameisterschaften im Auftaktkampf gegen Kukolj aus. Drei Monate später gewann er eine Bronzemedaille bei den Militärweltspielen. Danach erreichte er bei internationalen Meisterschaften nicht mehr das Viertelfinale. Bei den 2021 ausgetragenen Olympischen Spielen in Tokio schied er in seinem Auftaktkampf gegen den Georgier Lascha Bekauri aus.
Nach den Olympischen Spielen wechselte Kuczera ins Halbschwergewicht, die Gewichtsklasse bis 100 Kilogramm. 2021 gewann er eine Bronzemedaille bei den Militärweltmeisterschaften. Bei den Europameisterschaften 2022 in Sofia besiegte Kuczera im Viertelfinale den Spanier Nikoloz Sherazadishvili und im Halbfinale den Schweizer Daniel Eich. Nach seiner Finalniederlage gegen den Niederländer Michael Korrel erhielt Kuczera die Silbermedaille. Bei den Olympischen Spielen 2024 in Paris schied Kuczera im Achtelfinale gegen den Aserbaidschaner Zelym Kotsoiev aus.

### Mannschaftsmeisterschaft
Im Jahr 2019 kämpfte Kuczera in der  österreichischen Erste Judo-Bundesliga für den Verein JU Flachgau als Gastkämpfer in den Gewichtsklassen -90 kg und -100 kg. Er gewann alle seine 10 Kämpfe.